# William Grant Craib
William Grant Craib, né le 10 mars 1882 à Banff (Écosse) et mort le 1er septembre 1933 à Kew, est un botaniste britannique. Il est professeur Regius de botanique à l'Université d'Aberdeen et travaille au Royal Botanic Gardens de Kew. 

## Biographie
Craib est né le 10 mars 1882 à Banff dans l'Aberdeenshire au nord de l'Écosse, et fait ses études à l'Académie de Banff et à la l'Académie de Fordyce. Il entre à l'Université d'Aberdeen en tant qu'étudiant en art, mais à cause de problèmes aux yeux, il part travailler pendant un certain temps sur un navire en tant qu'ingénieur. Quand sa vue s'améliore, il retourne à l'Université d'Aberdeen et obtient une maîtrise en art. Il est prêt à étudier pour son baccalauréat en sciences, mais il en profite pour occuper un poste temporaire au Royal Botanical Gardens de Calcutta.  
À Calcutta, il devient le conservateur de l'herbier et fait dans les collines de North Cachar une grande collection de plantes, notamment un certain nombre de nouvelles espèces qu'il décrit et nomme plus tard. En 1899, on lui propose un poste d'assistant pour l'Inde à Kew Gardens à Londres, rôle dans lequel il apporte sa connaissance de la botanique indienne et du sud-ouest asiatique.  
En 1915, il prend le poste de professeur de botanique forestière et d'arbres indiens à Édimbourg. En 1920, il est nommé professeur Regius de botanique à l'Université d'Aberdeen. En plus de son travail d'enseignement et de formation d'étudiants chercheurs, il étudie avec ses élèves la flore siamoise sur laquelle il écrit de nombreux livres. En 1921, lors d'une réunion de la British Association, Craib perd une de ses jambes dans un grave accident.  
Il est élu membre de la Royal Society of Edinburgh en 1920. Ses proposants sont Isaac Bayley Balfour, David Prain, Thomas Hudson Beare et James Hartley Ashworth. 
Pendant ses vacances à l'université, il travaille à l'herbier du Royal Botanical Gardens de Kew à Londres, en particulier sur la flore du Siam. C'est au cours d'un de ses séjours à Kew qu'il tombe malade et meurt le 1er septembre 1933 à l'âge de 51 ans.  

## Famille
Il épouse Mary Beatrice Turner en 1917. Ils n'ont pas d'enfants. 

## Publications
- 1931. Polypetalae. Vol. 1 de Florae Siamensis Enumeratio. Éditeur Siam Soc. 809 pp.
- 1925. Florae siamensis enumeratio
- 1917. New Species of Primula Belonging to the Petiolaris-Sonchifolia Section. Éditeur H.M. Stationery Office, 7 pp.
- 1913. Contributions to the flora of Siam: Monocotyledones. Aberdeen University studies 61. Editor Printed for the Univ. of Aberdeen, 41 pp. Édition réimprimée de BiblioBazaar, 2011, 52 pp.  (ISBN 1172838135)
- 1912. The flora of Banffshire. Édition réimprimée de BiblioBazaar, 2010, 120 pp.  (ISBN 1177983303)

## Distinctions

### Noms scientifiques

#### Genre
- (Fabaceae) Craibia Dunn

#### Espèces
- (Acanthaceae) Justicia craibii W.W.Sm.
- (Aloaceae) Aloe craibii Gideon F.Sm.
- (Apiaceae) Hydrocotyle craibii H.Eichler
- (Asclepiadaceae) Ceropegia craibii J.E.Victor
- (Asteraceae) Decaneuropsis craibiana (Kerr) H.Rob. & Skvarla
- (Crassulaceae) Kalanchoe craibii Raym.-Hamet
- (Dioscoreaceae) Dioscorea craibiana Prain & Burkill
- (Euphorbiaceae) Phyllanthus craibii Chakrab. & N.P.Balakr.
- (Fabaceae) Desmodium craibii H.Ohashi
- (Fagaceae) Lithocarpus craibianus Barnett
- (Gesneriaceae) Oreocharis craibii Mich.Möller & A.Weber
- (Myrtaceae) Syzygium craibii Chantar. & J.Parn.
- (Orchidaceae) Bulbophyllum craibianum Kerr
- (Passifloraceae) Adenia craibii Chatterjee
- (Rutaceae) Glycosmis craibii Tanaka
- (Vitaceae) Cissus craibii Gagnep.